# 北卓也
北 卓也（きた たくや、1972年5月29日 - ）は、石川県羽咋市出身の元バスケットボール選手、指導者。ポジションはシューティングガード。185cm、80kg。川崎ブレイブサンダース所属。現役時代の背番号は7→1→51（51は2020年にクラブ初の永久欠番となった）。

## 人物
羽咋中学校時代に全国中学校大会、羽咋高校でも国体に出場した。
拓殖大学に進学し、4年次にインカレ優勝を果たし、最優秀賞選手賞も受賞する。
卒業後の1995年、東芝に入社。同年の福岡ユニバーシアードで銀メダル獲得。
全日本のメンバーにも選ばれ、多くの国際大会を経験する。
1999-2000シーズンにはオールジャパンとリーグで2冠達成。JBLではMVP・ベスト5、さらに「オールスターゲーム」でもMVPを獲得する。
2000年にはさいたまスーパーアリーナのこけら落としとして開催された「スーパードリームゲーム2000」にて、ドリームチーム相手にこの試合日本最多となる13得点を叩き出す。
2006年、タレントの久保恵子と結婚。
2008年、現役引退を表明。アシスタントコーチを務め、2011年からヘッドコーチ。
2019年5月、ヘッドコーチを退任し、川崎ブレイブサンダース初代GMに就任。

## 経歴
- 羽咋高 - 拓殖大学 - 東芝(1995年〜2008年)

## 日本代表歴
- 1995ユニバーシアード
- 2000スーパードリームゲーム
- 2002アジア競技大会